# Batman: Dark Victory
Batman: Dark Victory es una serie limitada de cómics de trece partes más un especial a modo de prólogo, escrita por Jeph Loeb y dibujada por Tim Sale. La serie es una continuación de Batman: The Long Halloween y fue publicada originalmente entre 1999 y 2000 por DC Comics. La acción sucede principalmente durante el tercer y cuarto año de la carrera de Batman. La trama se centra en una serie de asesinatos de agentes de policía de Gotham City por parte de un misterioso asesino en serie conocido como "el Ahorcado". La historia central es la guerra territorial entre Dos Caras y los restos de la familia Falcone, dirigidos por Sofía Gigante Falcone; la historia es también un recuento del origen de Robin y su tutela por parte de Bruce Wayne.
La historia retoma muchos personajes introducidos por Frank Miller en Batman: Año uno.

## Argumento
Durante los sucesos de Batman: The Long Halloween, Batman captura y encarcela a Alberto Falcone, el asesino en serie conocido como Festivo. Meses más tarde, ocurre una fuga masiva en el Asilo Arkham, orquestada por Pino y Umberto Maroni, los hijos de Sal Maroni. La fuga se pone en escena para que en la confusión, los dos puedan encontrar a Dos Caras para matarlo como una oferta de paz a Sofía Gigante Falcone. En eventos posteriores, se concede la libertad condicional a Alberto sobre la base de sus acciones durante los disturbios. Poco después, varios agentes de policía comienzan a morir, uno por cada día feriado; los cadáveres son acompañados por una nota donde aparece el juego del ahorcado y los hechos sugieren que Harvey Dent es el asesino.
La nueva fiscal de distrito, Janice Porter, comienza a trabajar en el caso, mientras que Alberto recibe a su enigmático hermano Mario Falcone, quien regresa del exilio en Italia. Alberto también recibe a su hermana, Sofía, quien apenas sobrevive a su encuentro con Catwoman en Batman: The Long Halloween, y se limita a permanecer en una silla de ruedas debido a sus lesiones. Sofía, sin embargo, sigue administrando el decadente imperio Falcone.
Como la feria de terror del Ahorcado aumenta, también lo hace Dos Caras en la guerra con Sofía y su familia. Los daños colaterales de la guerra incluyen a los padres de Dick Grayson, quedando su custodia en manos de Bruce Wayne. Es entonces cuando Dos Caras enlista a varios supervillanos para destruir los restos de la mafia de Gotham; incluyendo entre sus lugartenientes a El Joker, El Espantapájaros, El Pingüino, Enigma, Hiedra Venenosa, el Señor Frío, El Sombrerero Loco, y Solomon Grundy. Mario Falcone, que tiene una alianza con Janice Porter, pronto se enfrenta con el aislamiento de Porter quien tiene un romance secreto con Dos Caras, que en última instancia es su asesino. Sin embargo, al mismo tiempo, Dos Caras salva la vida a James Gordon cuando el Ahorcado trata de colgarlo en la Batiseñal; afirmando así que él no es el asesino.
El juego final de la batalla llega en el siguiente Halloween; Sofía revela que ella nunca estuvo discapacitada, y que ella cometió los asesinatos como el Ahorcado, dirigidos a todos los policías que habían ayudado en la carrera de Harvey Dent. Después mata a Alberto ahogándolo; y rompe las líneas de gas de Gotham con el fin de prender fuego en Dos Caras, quien se esconde en las alcantarillas. Salvado por Batman, Dos Caras vuelve con Sofía y le dispara a muerte. Escapando de una zona acordonada en forma subterránea Dos Caras junto con el Joker, Hiedra y Frío se encuentran en la Baticueva.
El secreto de Batman se encuentra al descubierto, excepto por la oportuna intervención de Dick, quien había entrenado en secreto. Con su viejo uniforme de circo hace su debut como Robin y ayuda a Batman a derrotar la mayoría de los villanos. Cuando la batalla se reduce a Batman y Dos Caras; este afirma que Gotham le pertenece a él. En el último momento aparece el Joker, disparando a Dos Caras, quien cae en un acantilado. Robin entonces, ayuda a inmovilizar al Joker. Mientras tanto Mario Falcone, un hombre destruido, incendia su mansión perdiéndolo todo. Catwoman entonces visita la tumba de Carmine Falcone revelando que posiblemente este es su padre. Vemos también que Dos Caras no solo sobrevivió, sino que tiene el cuerpo de Carmine Falcone congelado. El las páginas finales, Batman ofrece a Dick la oportunidad de escapar de su cruzada en venganza contra el crimen. Dick rechaza la oferta y Batman le dice que ahora los dos trabajaran juntos. Afirma entonces que el continuará con el juramento hecho a sus padres, pero que ahora no está solo.

## Recepción
La crítica hacia Dark Victory resultó mayoritariamente positiva. Hilary Goldstein de IGN Comics dijo: "Dark Victory no es tan bueno como The Long Halloween", añadiendo "es demasiado dependiente de la historia original". Sin embargo, elogió la forma en que Dark Victory "utiliza los acontecimientos de The Long Halloween para explorar más a fondo la composición psicológica del Caballero Oscuro" y "añade un nuevo contexto para el Batman que todos conocemos y amamos". Goldstein ubicó a Dark Victory en el número ocho (8) de la lista de las veinticinco (25) mejores novelas gráficas de Batman.
Dave Wallace de Boletín Cómics dijo que Dark Victory "no está a la altura de los altos estándares establecidos por The Long Halloween", pero a su vez destacó que "Loeb tomó perfecta nota comprendiendo qué es lo que hace que Batman funcione" añadiendo "el arte de Tim Sale también puede establecer un nuevo estándar de calidad". Wallace concluyó que Dark Victory "sin lugar a dudas merece su atención y un lugar en su biblioteca".
Sion Smith de Contra Cultura dijo "donde Dark Victory realmente funciona es en su narrativa. Su disposición a dejar que la historia fluya a su propio ritmo es una delicia", y agregó "la descripción de Tim Sale de una ciudad en guerra consigo misma es uno de los puntos de vista más frescos de Gotham que hemos visto en mucho tiempo, mientras que la narración de Loeb es tan fluida como he llegado a esperar de él".

## Curiosidades
- Dark Victory, junto con The Long Halloween, es la novela gráfica favorita de Christian Bale, el actor que personifica el anterior Batman.[5]
- En un homenaje a El Padrino, Alberto Falcone despierta para ver una mujer muerta en su cama; similar a la escena en la que Jack Woltz despierta para ver a su caballo muerto en su cama.
- La segunda parte del episodio "Robin's Reckoning" de Batman: La serie animada se acredita como una influencia de la serie.
- Cada portada de la serie está asociada a un estado o sentimiento y a un personaje.
- En esta versión el Pingüino aparece similar al que representó Danny DeVito en Batman vuelve.